# Línia Madrid-Barcelona
La línia 200 d'Adif és la línia de ferrocarril espanyola d'ample ibèric que uneix les estacions de Madrid-Chamartín i Barcelona-França. Està totalment electrificada i és de doble via entre Madrid-Chamartín i Calataiud, Ricla i Saragossa-Delícies i entre Reus i Barcelona-França, i de via única entre Calataiud i Ricla i entre Saragossa i Reus.

## Història

### Ferrocarril Madrid - Saragossa: la MZA
La idea d'unir Madrid amb Saragossa mitjançant ferrocarril era present per al Govern d'Espanya des de 1845, juntament amb altres d'unir capitals provincials. Molts projectes van ser abandonats per falta d'inversió inicial, però la línia va ser declarada d'interès general per l'Estat, i la construcció com a prioritària el 1851. Quatre anys després, la llei ferroviària de 1855 ofereix a més condicions més favorables per animar possibles concessionaris. El 24 de febrer de 1856 va tenir lloc la subhasta de la concessió del ferrocarril Madrid - Saragossa a la qual van acudir diverses societats. Es veia en aquesta concessió el començament d'una possible gran artèria que des de Madrid busqués la frontera a través dels Pirineus que assegurés la posada en marxa d'una vasta xarxa internacional.
Finalment, l'adjudicació de l'ferrocarril Madrid - Saragossa es va concedir a la Chemin de Fer du Grand Central, propietat del duc de Morny, que va arribar a un acord amb la família Rothschild i José de Salamanca, promotor de la línia Madrid - Alacant. De l'entesa que va resultar entre els puixants per la concessió va néixer de la nova Companyia dels Ferrocarrils de Madrid a Saragossa i Alacant (MZA). De l'acord sortint a la subhasta de l'ferrocarril Madrid - Saragossa va néixer també per formar una nova companyia ferroviària que agrupés aquesta línia i el Madrid - Alacant propietat del marquès de Salamanca. La nova companyia ja disposava d'una estació a Madrid, l'estació d'Atocha, a més de la línia de Madrid a Almansa en explotació i la secció fins a Alacant en construcció.
Poc després de ser creada la companyia, va estar completament compromesa amb la construcció del ferrocarril a Saragossa. Si bé l'avantprojecte preveia la construcció d'una estació específica a prop de la porta de Recoletos a Madrid, la companyia no tenia massa interès en construir una nova estació madrilenya, de manera que els treballs de la línia d'Aragó comencen des d'Atocha i sense dificultats importants. El 1859, el carril ja arriba Guadalajara, per la qual cosa MZA organitza un servei de diligències entre aquesta estació i Saragossa. Amb la construcció una mica més avançada, ja en 1861, MZA signa un acord amb la Companyia de l'Ferrocarril de Saragossa a Pamplona i organitza un servei entre Madrid i París via Tudela, Pamplona i Baiona de 54 hores de durada i dissenyat directament per competir amb la Companyia dels Camins de Ferro del Nord d'Espanya.
La construcció va continuar els següents anys amb algunes dificultats, tant econòmiques com per algun accident geogràfic abans d'arribar a terres aragoneses. A principis de 1863 la línia ja va aconseguir Alhama d'Aragó i va trigar poc temps a arribar a la nova estació del Camp Sepulcre de Saragossa, inaugurant-se el 16 de maig de 1865. Fins llavors només arribava fins a l'estació de nord de Saragossa la línia que arribava de Barcelona per Lleida, explotada per la Companyia dels Camins de Ferro de el Nord d'Espanya, però faltava a la continuïtat entre les dues línies per rematar el trajecte complet.

### Ferrocarril Saragossa - Barcelona: la TBF
La Companyia dels ferrocarrils de Tarragona a Barcelona i França (TBF) tenia la concessió de l'explotació de la línia entre Barcelona i Cervera de la Marenda i en els anys 1880 va iniciar la construcció d'una línia de ferrocarril que unís l'estació de Tarragona amb Saragossa per Casp, una ruta directa entre Barcelona i Saragossa que competís amb la ruta per Lleida que explotava Companyia dels Camins de Ferro del Nord d'Espanya.
TBF i MZA ja mantenien contactes en aquests anys amb vista a una possible fusió, doncs TBF veia més pràctic que la nova línia de Saragossa a Barcelona per Casp pogués unificar-se amb la de Madrid a Saragossa de la MZA, i crear una relació entre les dues principals metròpolis espanyoles per vies d'una sola empresa, de continuar amb els seus projectes primitius, heretats de l'extingida Companyia dels Ferrocarrils Directes de Madrid i Saragossa i Barcelona, absorbida per TBF.
El 2 de juny de 1891 es va signa el conveni de fusió de TBF i MZA. Dels acords van sorgir nous ramals com el que integrava que integrava la línia Valls - Vilanova i la Geltrú - Barcelona (VVB) en el sistema d'enllaços de Barcelona, 6 o els 254 km de la línia de Ferrocarril Valladolid-Ariza per establir un cap de pont a Castella la Vella que competís amb la Companyia de el Nord. Al seu torn, el TBF va finalitzar la línia directa per Casp, que va ser inaugurada el 15 de juliol de 1894.
L'1 de gener de 1898 es va oficialitza la integració la TBF a la MZA, encara que mantenen manté certa autonomia organitzativa de 1925.

### La nova MZA
Amb la fusió de les dues companyies comença una gradual modernització de la xarxa i les instal·lacions, d'acord amb la nova situació existent en el segle xx. D'una banda, es va començar la construcció de doble via en alguns trams de la xarxa de MZA, que ja existia entre Barcelona i Molins de Rei amb la TBF. D'altra banda, les estacions de classificació i les estacions de mercaderies, independents del trànsit de les grans estacions de passatgers. D'aquestes, destacaria l'estació de Barcelona-Morrot, inaugurada el 1917 al costat de el port de Barcelona i que es va dotar dels majors avenços tècnics de l'època per al tractament i emmagatzematge de mercaderies.
No obstant això, la difícil situació econòmica de país va obligar a ajustar preus, de manera que es van retardar o cancel·lar moltes reformes pendents, així com la modernització de les instal·lacions i de el parc mòbil, el que va portar a una situació crítica de la companyia. La MZA va continuar existint per uns anys més, però només fins al començament de la dictadura de Primo de Rivera. Aquest va introduir el 1924 l'Estatut Ferroviari, a partir d'el qual es van establir ajudes estatals i subvencions a les diferents companyies ferroviàries perquè milloressin la seva xarxa i parc mòbil, que llavors es trobava molt antiquat i obsolet. La MZA va emprar aquestes ajudes per a millorar la xarxa i realitzar algunes obres, com l'estació de França de Barcelona, finalitzada el 1929. Gràcies a les ajudes estatals i a el pla de modernitzacions de la companyia, MZA va aconseguir en els anys 1920 els millors resultats de la seva història, amb una recuperació i creixement rapidíssims que acabaran amb la crisi de 1929, quan els comptes de la companyia van tornar a desplomar una altra vez.8 Per la seva banda, la nacionalització dels ferrocarrils era una constant en les discussions durant la II República espanyola. La inestabilitat política i la crisi econòmica van impedir dur a terme qualsevol mesura efectiva, de manera que la MZA va continuar la seva complicada existència.

### RENFE i Adif
La guerra civil espanyola va dividir en dues parts tota la línia, amb les seves instal·lacions i parc mòbil de la MZA. Mentre a la zona republicana la línia va ser integrada en una recentment creada Xarxa Nacional de Ferrocarrils (no s'ha de confondre amb la posterior Xarxa Nacional dels Ferrocarrils Espanyols), a la zona revoltada va continuar l'existència de la MZA.
A l'acabar la guerra la xarxa ferroviària, les instal·lacions i el material rodant de tot el país eren en un estat lamentable. La MZA tracta de tornar a la situació anterior a la guerra, però té una situació econòmica desastrosa i és incapaç si més no de mantenir la seva existència. Llavors, el nou estat franquista va disposar el control de les grans companyies ferroviàries ia principi de 1941 va crear la Xarxa Nacional dels Ferrocarrils Espanyols (Renfe), en la qual s'integraria la MZA l'1 de juliol, per la qual cosa la línia Madrid-Barcelona va passar a estar gestionada per la nova companyia estatal.
Amb la creació de Renfe va començar un nou període de renovació i modernització de la línia, que es va materialitzar en l'aprovació de el Pla General d'Electrificació de Renfe a 1944 i de el Pla General de Reconstrucció i Reformes Urgents destinada a la renovació de la xarxa ia la adquisició de material en 1949, amb el qual de mica en mica fins a 1975 es van anar substituint les antigues locomotores de vapor per locomotores de dièsel i elèctriques. A més, es va intensificar la renovació de les infraestructures, la millora d'instal·lacions, l'ampliació a doble via de molts trams i l'electrificació de la línia. Aquesta es va iniciar el 1956 entre Barcelona i Tarragona que es va iniciar el 1975 en el tram entre Atocha i Guadalajara, va continuar el 1979 amb el tram entre Guadalajara i Torralba i va finalitzar a mitjans dels anys 1980.
El 1979 es va aprovar un nou Pla General de Ferrocarrils, que s'intensifica amb el projecte de el Govern de Felipe González de modernitzar el ferrocarril, i pels quals es van renovar gran part de les instal·lacions, entre elles les de les estacions de Madrid-Atocha, Madrid-Chamartín (que va absorbir gran part del trànsit d'Atocha), Barcelona-Sants i Barcelona-França.
El Pla de Transport Ferroviari de 1987 va concebre el pla de doble via a 200 km/h al triangle Madrid-Barcelona-València, però els plans concrets per a un canvi generalitzat de la xarxa en ample ibèric no es materialitzarien a causa del altament costós que seria, com convertir en doble via al tram entre Saragossa i Reus, únic tram de via única de l'ferrocarril Madrid-Barcelona. El que sí es va poder materialitzar dins el pla van ser les noves xarxes de Rodalies Madrid i Rodalies Barcelona, inaugurades el 1989 mitjançant la unificació de diferents serveis ferroviaris, a les quals es va unir Rodalies Saragossa el 2008.
A partir de la inauguració de la línia d'alta velocitat Madrid-Saragossa-Barcelona-Frontera Francesa a 2003, les línies de llarga distància de Renfe Operadora que circulaven pel ferrocarril Madrid - Barcelona han anat sent eliminades, pel que el seu ús se centra actualment en els serveis de rodalies, mitjana distància i mercaderia i logística.

## Serveis

### Serveis de Rodalies
| Servei    | Línia | <<                | >>                   | Parades intermèdies (dins la línia) | Unitat                                                                                    | Temps (dins la línia) |
| --------- | ----- | ----------------- | -------------------- | --- | ----------------------------------------------------------------------------------------- | --------------------- |
| Madrid    |       | Madrid-Chamartín  | Guadalajara          | Atocha · Asamblea de Madrid-Entrevías · El Pozo · Vallecas · Santa Eugenia · Vicálvaro · Coslada · San Fernando · Torrejón de Ardoz · La Garena · Alcalá de Henares · Alcalá Universidad · Meco · Azuqueca                      | Serie 446 de Renfe · Serie 450 de Renfe · Serie 465 de Renfe                              | 1:09 h                |
| Madrid    |       | Príncipe Pío      | Alcalá de Henares    | Atocha · Asamblea de Madrid-Entrevías · El Pozo · Vallecas · Santa Eugenia · Vicálvaro · Coslada · San Fernando · Torrejón de Ardoz · La Garena                                                                                 | Serie 446 de Renfe · Serie 447 de Renfe · Serie 450 de Renfe · Serie 465 de Renfe         | 0:49 h                |
| Saragossa |       | Casetas           | Miraflores           | Utebo · Zaragoza-Delicias · Zaragoza-Portillo · Zaragoza-Goya | Serie 463 de Renfe                                                                        | 0:08 h                |
| Barcelona |       | Granollers Centre | Castelldefels        | Passeig de Gràcia · Barcelona-Sants · Bellvitge · El Prat de Llobregat · Viladecans · Gavà | Sèrie 447 de Renfe · Sèrie 451 de Renfe · Sèrie 463/464/465 de Renfe                      | 0:59 h                |
| Barcelona |       | Maçanet-Massanes  | Aeroport             | Passeig de Gràcia · Barcelona-Sants · Bellvitge · El Prat de Llobregat | Sèrie 447 de Renfe · Sèrie 463/464/465 de Renfe                                           | 0:17 h                |
| Barcelona |       | Estació de França | St.Vicenç de Calders | Passeig de Gràcia · Barcelona-Sants · Bellvitge · El Prat de Llobregat · Viladecans · Gavà · Castelldefels · Platja de Castelldefels · Garraf · Sitges · Vilanova i la Geltrú · Cubelles · Cunit · Segur de Calafell · Calafell | Sèrie 447 de Renfe · Sèrie 450 de Renfe · Sèrie 451 de Renfe · Sèrie 463/464/465 de Renfe | 1:12 h                |